# Trebbiano des Abruzzes
Pour les articles homonymes, voir Trebbiano.

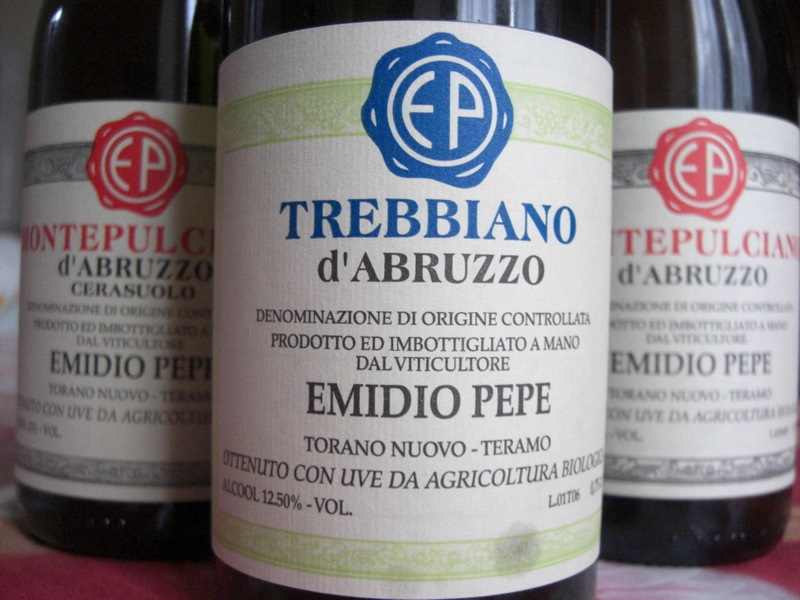
Trebbiano d'Abruzzo

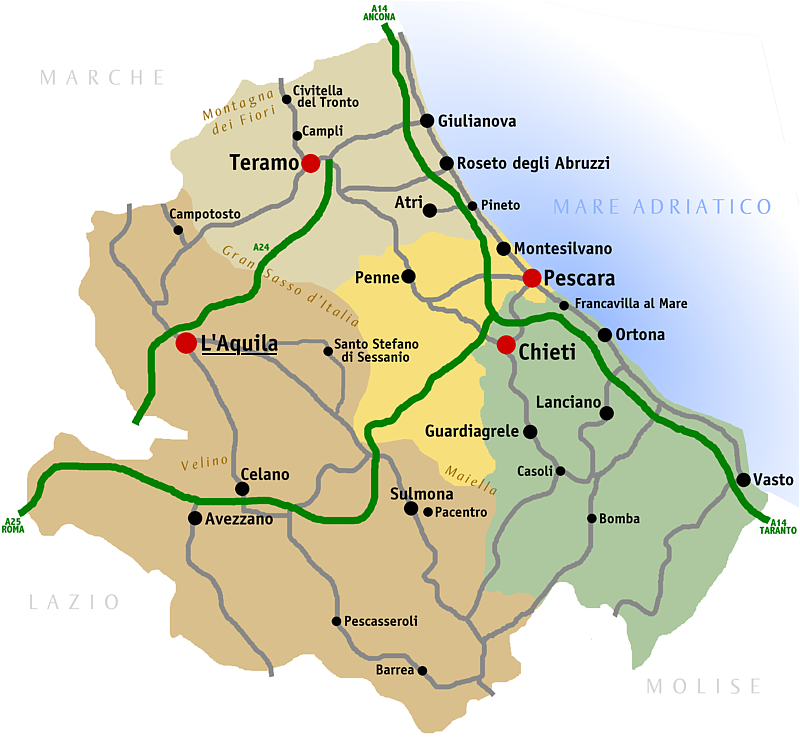
Région Abruzzes

Le trebbiano des Abruzzes (en italien Trebbiano d'Abruzzo) est un vin blanc italien, produit dans les Abruzzes selon une dénomination d'origine contrôlée (DOC). En 2012, un trebbiano de Valentini 2007 remporte la récompense de meilleur vin italien (Best Italian Wine Awards)

## Zone de production
Provinces de Chieti, L'Aquila, Pescara et Teramo.

## Caractéristiques
- couleur : jaune paille intense ;
- odeur : caractéristique ; parfum intense et delicat ;
- saveur : sec, velouté, harmonieux avec arrière goût d'amande[2].

## Production
Saison, volume en  hl
- 2007 : 429,192 [3]